# فيليب بلين
فيليب بلين (بالألمانية: Philipp Plein)‏ هو مصمم أزياء ألماني ومؤسس مجموعة PHILIPP PLEIN الدولية التي تضم علامات فيليب بلين وبلين سبورت وهي ماركة للمليارديرات.

## المسار المهني
كان بلين يدرس القانون عندما بدأ في تصميم أسرة فخمة للكلاب. سرعان ما لفتت تصاميمه انتباه الخبراء في صناعة التصميم الداخلي وفي عام 1998, تأسست الشركة في ميونيخ، ألمانيا. بدأ بلين في صنع الحقائب والإكسسوارات من بقايا الجلود الغريبة، والتي تم بيعها جنبًا إلى جنب مع قطع التصميم الخاصة به في المعارض التجارية. في عام 2003 طُلب من رائد الأعمال تصميم صالة في المعرض التجاري الألماني CPD Düsseldorf, لصالح Moët & Chandon, حيث سُمح له أيضًا ببيع إكسسواراته. ولدت العلامة التجارية الأولى للأزياء غير الرسمية التي تحمل الاسم نفسه بعد عام من ذلك في عام 2004. في حين تم إطلاق علامة فيليب بلين الفاخرة الحالية الجاهزة للارتداء في عام 2008.
تم إدراج بلين كواحد من أغنى فرد أو عائلة في سويسرا لعام 2019 من قبل مجلة الأعمال Bilanz في تقرير Die 300 Reichsten السنوي (أغنى 300) بصافي ثروة 300 مليون فرنك سويسري.

## العلامة التجارية
كانت مجموعات بلين الأولى عبارة عن سترات عسكرية عتيقة قام بتطريزها بجماجم سواروفسكي وبيعها في Maison et Objet في باريس.
في عام 2006 تم تقديم خط الإكسسوارات وفي عام 2008 تم إطلاق مجموعة «كوتور».
في عام 2008 قدم فيليب بلين مجموعته «هيفي ميتال» في عرض أزياء «عارضة الأزياء الألمانية التالية». في عام 2009 تعاون مع شركة Mattel وقدم دمية فيليب بلين باربي خلال احتفالات عيد ميلاد باربي الخمسين في معرض نورنبيرغ للألعاب.
في نفس العام، تم افتتاح أول متجر في مونتي كارلو وأول صالة عرض تجارية في ميلانو.
في عام 2012, تم افتتاح عشرة متاجر في ماربيا وموسكو كروكس وباكو وميلانو ودبي وسانت بطرسبرغ وسيول وماكاو وأمستردام وبرلين.
في عام 2012, وقع بلين اتفاقية مع فريق كرة القدم نادي روما لملابس لاعبي الفريق بدءًا من موسم 2012/13 لمدة 4 مواسم متتالية.
أقيم عرض أزياء الرجال لربيع وصيف 2015 وما بعده في مسبح عام تاريخي مهجور تم تجديده من أجل العرض.
في فبراير 2017, تم عرض خط خريف / شتاء 2017/2018 للرجال والنساء خلال أسبوع الموضة في نيويورك.
تم تقديم ربيع / صيف 2020 في Social Music City في ميلانو في يونيو 2019. عرض أزياء ما بعد الحداثة مستوحى من Mad Max Fury Road.
تضم مجموعة فيليب بلين اليوم 88 متجرًا من متاجر فيليب بلين أحادية العلامة التجارية و 26 متجرًا للعلامة التجارية أحادية للمليارديرات حول العالم.

## المشاهير والتعاون الخاص
من بين المشاهير البارزين الذين عملوا مع بلين ميشا بارتون، ليندسي لوهان، سنوب دوغ، ريتا أورا، نعومي كامبل، إيجي أزاليا، جريس جونز، كريس براون، جيريمي ميكس وفلويد مايويذر.